# Su Majestad Apostólica

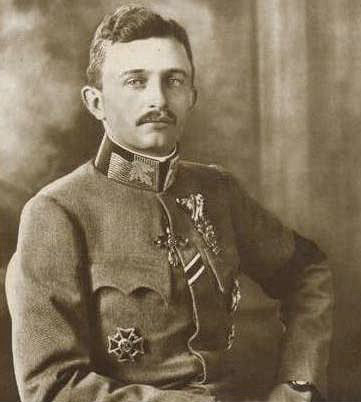
S. M. A. Carlos I de Austria-Hungría.

Su Majestad Apostólica (Rex Apostolicus o Apostoli király, en latín y húngaro respectivamente, abreviado S. M. A. en castellano) era el apelativo o tratamiento protocolario reservado al rey de Hungría, utilizado como título de soberanía, al igual que otros similares en  otras monarquías cristianas (Rex Christianissimus -Francia-, Su Majestad Católica -España-, Defensor Fidei -Inglaterra-, Su Majestad Ortodoxa -Polonia-, Su Majestad Fidelísima -Portugal-, etc.) Con ello se legitimaba espiritualmente al considerársele continuador de la obra evangelizadora de los apóstoles.

## Primera creación
El primer rey en usar el tratamiento debió ser el que también fue el primer rey de Hungría, San Esteban, al recibir el título del papa Silvestre II en torno al año 1000. Con ello el papa recompensaba al rey por su defensa y extensión del cristianismo. Según la tradición, Esteban también fue nombrado legado pontificio y se le fue otorgada la administración autónoma de las diócesis de su reino. Arduino (1097-1103, obispo de Raab -Győr-, biógrafo de San Esteban) afirma que el papa lo consideró como un verdadero apóstol, empeñado en la conversión de los húngaros al cristianismo. El documento con el que se habrían conferido estos honores sería la bula papal del 27 de marzo de 1000. La extensión real de las competencias otorgadas por este documento no está establecida con certeza.

## Segunda creación
Cuando, en 1521, el papa León X confirió al rey de Inglaterra Enrique VIII el título de fidei defensor ("defensor de la fe"), un grupo de nobles húngaros, liderados por István Werbőczi (destacado jurista y Palatino del reino de Hungría), abrieron conversaciones con la Santa Sede para obtener la confirmación del título de Majestad Apostólica para Luis II de Hungría.
En 1627 el emperador Fernando II de Habsburgo, que reclamaba el título de rey de Hungría (reino por entonces dividido en tres entidades separadas), intentó que se le reconociera el tratamiento de "Majestad Apostólica", pero no lo obtuvo, dada la oposición del primado de Hungría Péter Pázmány.
El título fue renovado en el 1758 por el papa Clemente XIII para la emperatriz María Teresa de Austria y sus descendientes (los Habsburgo-Lorena). Previamente la emperatriz había enviado cartas a algunos utilizando el apellativo de "reina apostólica". El Emperador Francisco José I de Austria, tras el compromiso de 1867 (que establecía el Imperio austrohúngaro como una "dúplice monarquía"), asumió oficialmente el título de "Rey Apostólico de Hungría" precedido del título imperial de Austria (Augustissimus Imperator et Rex Apostolicus).